# Умершие в феврале 1997 года
Это список известных людей, соответствующих установленным критериям значимости (см. Википедия:Критерии значимости персоналий), умерших в феврале 1997 года.
Причина смерти указывается лишь в исключительных случаях (убийство, самоубийство, гибель в результате военных действий, смертная казнь, ДТП или несчастные случаи). В остальных случаях — не указывается.
- 1 февраля — Эрнест Вознесенский (65) — советский и российский экономист, доктор экономических наук, автор воспоминаний «Вхождение в жизнь», сын экономиста Александра Вознесенского.
- 2 февраля — Алексей Матвеев (83) — Герой Социалистического Труда.
- 2 февраля — Виктор Москвичёв (74) — участник Великой Отечественной войны, Герой Советского Союза.
- 3 февраля — Богумил Грабал (82) — знаменитый чешский писатель-прозаик и поэт.
- 3 февраля — Пётр Кравчук — украинский писатель, литературовед, публицист и общественный деятель украинского социалистического движения в Канаде.
- 3 февраля — Лев Филатов (77) — советский и российский спортивный журналист, писатель.
- 3 февраля — Михаил Якушин (86) — советский футболист и хоккеист, футбольный тренер.
- 4 февраля — Владимир Орехов (76) — полковник Советской Армии, участник Великой Отечественной войны, Герой Советского Союза.
- 4 февраля — Алек Рапопорт (63) — русский художник-нонконформист, живописец, график, теоретик искусства и педагог.
- 4 февраля — Василий Чижов (75) — участник Великой Отечественной войны, Герой Советского Союза.
- 5 февраля — Борис Лунц (88) — участник Великой Отечественной войны, Герой Советского Союза.
- 5 февраля — Вячеслав Медноногов (73) — участник Великой Отечественной войны, Герой Советского Союза.
- 7 февраля — Дмитрий Соколов (72) — участник Великой Отечественной войны, Герой Советского Союза.
- 7 февраля — Пётр Тарасов (85) — участник Великой Отечественной войны, Герой Советского Союза.
- 7 февраля — Даниил Шафран (74) — советский и российский виолончелист.
- 8 февраля — Михаил Восленский (76) — советский и российский историк и социолог.
- 8 февраля — Анна Ковалёва (77) — советская и латвийская актриса. Заслуженная артистка Латвийской ССР.
- 8 февраля — Аверий Токарев (78) — советский чувашский музыкант, композитор, также педагог.
- 9 февраля — Владислав Богомолов (77) — советский конструктор-двигателист.
- 9 февраля — Александр Воронько (79) — полковник Советской Армии, участник Великой Отечественной войны, Герой Советского Союза.
- 9 февраля — Михаил Лавров (69) — советский легкоатлет, специалист по спортивной ходьбе.
- 9 февраля — Ранди Фишер (76) — шведская художница и дизайнер; известна абстрактной живописью по стеклу.
- 10 февраля — Матвей Синельщиков (76) — полный кавалер ордена Славы.
- 11 февраля — Константин Астафуров (81) — полный кавалер ордена Славы.
- 13 февраля — Сергей Безродный (84) — участник Великой Отечественной войны, Герой Советского Союза.
- 13 февраля — Марк Красносельский (76) — выдающийся советский и российский математик, создатель основ современного подхода к задачам нелинейного анализа.
- 13 февраля — Николай Пархоменко (77) — участник Великой Отечественной войны, Герой Советского Союза.
- 14 февраля — Людвик Жуковский (73) — участник Великой Отечественной войны, полный кавалер ордена Славы.
- 14 февраля — Витаутас Сириос-Гира (85) — литовский писатель.
- 14 февраля — Вениамин Слободзинский (73) — молдавский и советский живописец.
- 15 февраля — Анатолий Егоров (76) — советский учёный-философ, специалист по эстетике.
- 16 февраля — Алвис Витолиньш (50) — советский и латвийский шахматист.
- 16 февраля — Валерий Медведев (73) — советский и российский писатель.
- 17 февраля — Эдриан Джейкобс (68) — британский бизнесмен, автор детской книги «Приключения волшебника Вилли»[1].
- 18 февраля — Иван Ведмеденко (76) — полковник Советской Армии, участник Великой Отечественной войны, Герой Советского Союза.
- 19 февраля — Дэн Сяопин (92) — глава Китая, «архитектор» китайских реформ.
- 20 февраля — Владимир Мотрич (62) — русский поэт.
- 20 февраля — Алексей Смирнов (84) — участник Великой Отечественной войны, Герой Советского Союза.
- 21 февраля — Зия Буниятов (75) — советский и азербайджанский учёный, востоковед, академик Академии наук Азербайджана, Герой Советского Союза.
- 22 февраля — Борис Ласкорин (81) — советский и российский химик-технолог, академик АН СССР.
- 22 февраля — Павел Куянцев (84) — советский капитан дальнего плавания, художник.
- 23 февраля — Эдуард Старков (27) — рок-музыкант, поэт, лидер и вокалист питерской андеграундной группы «Химера», участник и один из основателей группы «Последние танки в Париже».
- 23 февраля — Иван Усенко (71) — участник Великой Отечественной войны, Герой Советского Союза.
- 24 февраля — Абрамян, Генри Арташесович (59) — советский и российский оператор игрового и неигрового кино.
- 25 февраля — Пётр Барабанов (81) — полный кавалер ордена Славы.
- 25 февраля — Игнат Дьяченко (83) — заслуженный строитель МССР, ветеран Великой Отечественной войны, Герой Социалистического Труда.
- 25 февраля — Иван Павлов (76) — участник Великой Отечественной войны, Герой Советского Союза.
- 25 февраля — Андрей Синявский (71) — русский литературовед, писатель, литературный критик, политзаключенный.
- 26 февраля — Никанор Лёвкин (87) — участник Великой Отечественной войны, Герой Советского Союза.
- 26 февраля — Яков Пономарёв (76) — советский и российский психолог.
- 27 февраля — Анатолий Крупнов (31) — рок-музыкант, лидер группы «Чёрный Обелиск», бас-гитарист группы «Неприкасаемые».
- 27 февраля — Михаил Саенко (78) — участник Великой Отечественной войны, Герой Советского Союза.
- 27 февраля — Ура Шустер (90) — советский и российский историк.
- 28 февраля — Владимир Наливайко (75) — участник Великой Отечественной войны, Герой Советского Союза.